# Halové mistrovství Evropy v atletice 2009 – skok o tyči mužů
Skok o tyči mužů na halovém mistrovství Evropy v atletice 2009 se konalo v italském Turíně ve dnech 6. března až 8. března 2009; dějištěm soutěže byla hala Oval Lingotto. Ve finálovém běhu zvítězil reprezentant Francie Renaud Lavillenie.
Michal Balner neprošel kvalifikací, když výkonem 5,40 (5,20 O 5,40 XXO 5,55 XXX) obsadil dělené 14. místo z 19 startujících. Kvalifikační limit činil 5,75, k postupu mezi osm finalistů nakonec stačilo překonat 5,65 na druhý pokus.
| Umístění         | Sportovec         | 5,41 | 5,51 | 5,61 | 5,71 | 5,76 | 5,81 | 5,86 | 5,91 | Výkon      |
| ---------------- | ----------------- | ---- | ---- | ---- | ---- | ---- | ---- | ---- | ---- | ---------- |
| Zlatá medaile    | Renaud Lavillenie | -    | O    | -    | O    | O    | O    | -    | XXX  | 5,81 m =PB |
| Stříbrná medaile | Pavel Gerasimov   | -    | XO   | O    | O    | O    | XXX  |      |      | 5,76 m     |
| Bronzová medaile | Alexander Straub  | -    | O    | -    | XXO  | O    | XXX  |      |      | 5,76 m     |
| 4.               | Steven Lewis      | O    | -    | O    | XO   | XXX  |      |      |      | 5,71 m     |
| 5.               | Alhaji Jeng       | -    | XXO  | -    | XXO  | -    | XXX  |      |      | 5,71 m     |
| 6.               | Łukasz Michalski  | O    | -    | O    | XXX  |      |      |      |      | 5,61 m     |
| 7.               | Romain Mesnil     | -    | -    | XXO  | -    | X-   | XX   |      |      | 5,61 m     |
| 8.               | Spas Buchalov     | XXO  | -    | XXX  |      |      |      |      |      | 5,41 m     |